# 火锅英雄
《火锅英雄》（英語：Chongqing Hot Pot），是一部2016年上映的中國大陸犯罪喜劇片，由楊慶导演，陈国富监制，陈坤、白百何、秦昊、喻恩泰主演，是杨庆执导的第二部电影。本片同香港電影《樹大招風》共同被選為第四十屆香港國際電影節的開幕電影。在第36屆香港電影金像獎上，本片獲提名為兩岸最佳華語電影。

## 剧情
三个老同学刘波（陈坤）、许东（秦昊）和王平川（喻恩泰）在重庆的一個廢棄防空洞裡合夥經營一家「洞子火锅」。由於餐館生意冷清，三人打算將其重新裝修以高價轉賣。在一次拓展門面時，三人意外打通了一條通往银行金库的隧道。因擔心惹上麻煩，他們尋求在銀行工作的老同學于小慧（白百合）的幫助，試圖在銀行發現前填好洞口。然而，因爛賭而揹負外債的劉波難以抵抗誘惑，在一念之差下決定鋌而走險，暗自從金庫中取出現金作為賭本，希望可以贏錢還清外債。但就在此時，一夥劫匪對銀行實施了搶劫，劉波有機會神不知鬼不覺地直接將從金庫中「借」來的錢就此據為己有。可他不久後發現，于小慧也在被劫匪劫持的銀行職員當中，面臨生命危險。劉波最終決定只身穿越隧道，前往犯罪現場，營救自己心儀已久的于小慧；而不知情的于小慧卻準備犧牲自己，掩護其他被劫持的同事通過隧道偷偷逃生。自此，四人被捲入一場更為複雜和危險的紛爭中。

## 演員
- 陳　坤 飾演 劉波
- 白百何 飾演 于小慧
- 秦　昊 飾演 許東
- 喻恩泰 飾演 王平川（眼镜）
- 夏寶詩 飾演 美華
- 王彦霖 飾演 劫匪唐僧
- 尹　昉 飾演 劫匪孫悟空
- 李九霄 飾演 劫匪豬八戒
- 张亦驰 飾演 劫匪沙僧
- 潤　土（李潤） 飾演 劫匪司機

## 拍攝與上映
《火锅英雄》於2015年4月開拍，拍攝歷時超過兩個月。同年11月23日，片方宣佈定檔2016年4月1日在中國內地公映。
本片於2016年3月21日在香港文化中心作為第四十屆香港國際電影節的開幕電影舉行了世界首映。
影片在內地公映後，首周三天取得約1.4亿人民币票房，位列中国大陆当周电影票房的第三名；次周获得約1.7亿，成为当周的票房冠军。影片最終內地票房約3.7億人民幣。影片在北美地區的46家戲院與內地同步開畫，是發行商華獅電影（英語：China Lion Film）所發行的上映範圍最大的影片之一，合共上映八週，累計票房約78萬美元，在當時成為華獅電影北美發行華語片中的票房第三名。影片於2016年5月12日在香港上映；由於片中的「大量暴力場面及驚嚇鏡頭、一些粗俗語言及性相關語」，香港影視及娛樂事務管理處將其定為「青少年及兒童不宜」的IIB級。

## 評價
部分观众表示，《火锅英雄》就像重庆麻辣火锅，具有浓郁的地方特色，融合犯罪、悬疑和情感元素，看完后很过瘾。
影片在觀眾中評價尚可，在豆瓣網上獲得了7.5的評分（滿分10分），在該網站的分類排行榜中好於49%的劇情片；影評聚合網站爛番茄上的評分觀眾中有73%給出好評，平均給分3.8分（滿分5分）。
但影片在西方媒體中的口碑平平，專業影評聚合網站Metacritic根據四家媒體的評論給出的平均分為52（滿分100分），代表「好壞參半或水平一般」的評價；爛番茄網站收錄的七份媒體評論中只有兩份好評，「新鮮度」為22%，平均得分6.1分（滿分10分），其中四位「頂級評論人」則無一給出好評。《好萊塢報道者》的影評人Elizabeth Kerr將本片總結為「富娛樂性但易被忘記的公式化驚悚片」。